# Dubočica, Pljevlja
Dubočica este un sat din comuna Pljevlja, Muntenegru. Conform datelor de la recensământul din 2003, localitatea are 19 locuitori (la recensământul din 1991 erau 27 de locuitori).

## Demografie
În satul Dubočica locuiesc 15 persoane adulte, iar vârsta medie a populației este de 54,0 de ani (53,6 la bărbați și 54,3 la femei). În localitate sunt 7 gospodării, iar numărul mediu de membri în gospodărie este de 2,71.
Această localitate este populată majoritar de sârbi (conform recensământului din 2003).
|  |

| Demografie | Demografie | Demografie |
| An         | Locuitori  | Locuitori  |
| ---------- | ---------- | ---------- |
|            |            |            |
|            |            |            |
|            |            |            |
|            |            |            |
| 1948       | 108        |            |
| 1953       | 70         |            |
| 1961       | 113        |            |
| 1971       | 116        |            |
| 1981       | 41         |            |
| 1991       | 27         | 27         |
| 2003       | 19         | 19         |

| \| Componența etnică conform recensământului din 2003[2] \| Componența etnică conform recensământului din 2003[2] \| Componența etnică conform recensământului din 2003[2] \| Componența etnică conform recensământului din 2003[2] \| Componența etnică conform recensământului din 2003[2] \| \| ----------------------------------------------------- \| ----------------------------------------------------- \| ----------------------------------------------------- \| ----------------------------------------------------- \| ----------------------------------------------------- \| \| \| \| \| \| \| \| Sârbi \| Sârbi \| \| 17 \| 89,47% \| \| Muntenegreni \| Muntenegreni \| \| 2 \| 10,52% \| \| necunoscută \| necunoscută \| \| 0 \| 0% \| |              |  |    |        |
| Componența etnică conform recensământului din 2003 |              |  |    |        |
| |              |  |    |        |
| Sârbi | Sârbi        |  | 17 | 89,47% |
| Muntenegreni | Muntenegreni |  | 2  | 10,52% |
| necunoscută | necunoscută  |  | 0  | 0%     |